# Università del Nevada - Las Vegas
L'Università del Nevada - Las Vegas è un'università statunitense pubblica con sede a Paradise, sobborgo di Las Vegas.

## Storia
L'università fu fondata nel 1957 come University of Nevada, Southern Division, nel 1965 cambiò nome in Nevada Southern University che venne adoperato sino al 1969 quando entrò in vigore l'attuale denominazione.

## Sport
I Rebels, fanno parte della NCAA Division I, dal 1999 sono affiliati alla Mountain West Conference ad eccezione della squadra maschile di calcio che compete nella Mountain Pacific Sports Federation. La pallacanestro ed il golf sono gli sport principali; le partite interne di football americano vengono giocate al Allegiant Stadium mentre per il basket ci sono il Cox Pavilion per le donne e il Thomas and Mack Center per la squadra maschile.

### Pallacanestro
UNLV è una delle squadra più importanti nel panorama del college basket, si è aggiudicata il titolo NCAA nel 1990 battendo nettamente Duke (103-73 il risultato finale); ha inoltre raggiunto in altre tre occasioni le Final Four (nel 1977, 1987 e 1991). Il coach storico dei Rebels è stato Jerry Tarkanian che ha guidato la squadra per ben 19 anni (dal 1973 al 1992), dopo il suo addio UNLV non è più riuscita ad essere competitiva per il titolo nazionale.